# Yate and Pickup Bank
Yate and Pickup Bank – civil parish w Anglii, w Lancashire, w dystrykcie Blackburn with Darwen. W 2011 civil parish liczyła 366 mieszkańców.